# Mount Hayes
Mount Hayes är ett berg i Antarktis. Det ligger i Västantarktis. Argentina, Chile och Storbritannien gör anspråk på området. Toppen på Mount Hayes är 1 140 meter över havet, eller 820 meter över den omgivande terrängen. Bredden vid basen är 12,8 km.
Terrängen runt Mount Hayes är kuperad åt sydost, men åt nordväst är den bergig. Trakten är obefolkad. Det finns inga samhällen i närheten.